# WWE No Mercy
No Mercy – zakończony cykl corocznych gal profesjonalnego wrestlingu produkowanych w październiku (z wyjątkiem edycji z 2017) przez WWE i nadawanych na żywo w systemie pay-per-view oraz za pośrednictwem WWE Network. Pierwsza gala z cyklu No Mercy odbyła się 16 maja 1999 w Manchesterze w Anglii. No Mercy było później organizowane corocznie w październiku i od 2003 do 2006 było ekskluzywne dla zawodników z brandu SmackDown!. W 2009 cykl został zastąpiony przez cykl Hell in a Cell.
W 2016 po przywróceniu podziału WWE na brandy, cykl został przywrócony i ponownie był ekskluzywny dla zawodników brandu SmackDown, lecz przyszłoroczna edycja gali po raz pierwszy została przypisana dla przeciwnego brandu Raw. W 2018 zniesiono podział gal pay-per-view dla konkretnych brandów, jednakże zrezygnowano z dalszej organizacji gal No Mercy.

## Lista gal
|  | Gala brandu Raw |  | Gala brandu SmackDown |  | Gala brandu NXT |

| Gala                                 | Lokalizacja                 | Arena                      | Walka wieczoru                                                                                              |
| ------------------------------------ | --------------------------- | -------------------------- | --- |
| No Mercy (UK) 16 maja 1999           | Manchester, Anglia          | M.E.N. Arena               | Stone Cold Steve Austin (c) vs. The Undertaker vs. Triple H Anything Goes match o WWF Championship          |
| No Mercy (1999) 17 października 1999 | Cleveland, Ohio             | Gund Arena                 | Triple H (c) vs. Stone Cold Steve Austin Anything Goes match o WWF Championship                             |
| No Mercy (2000) 22 października 2000 | Albany, Nowy Jork           | Pepsi Arena                | The Rock (c) vs. Kurt Angle No Disqualification match o WWF Championship                                    |
| No Mercy (2001) 21 października 2001 | Saint Louis, Missouri       | Savvis Center              | Stone Cold Steve Austin (c) vs. Kurt Angle vs. Rob Van Dam Triple Threat match o WWF Championship           |
| No Mercy (2002) 20 października 2002 | North Little Rock, Arkansas | Alltel Arena               | Brock Lesnar (c) vs. The Undertaker Hell in a Cell match o WWE Championship                                 |
| No Mercy (2003) 19 października 2003 | Baltimore, Maryland         | 1st Mariner Arena          | Brock Lesnar (c) vs. The Undertaker Biker Chain match o WWE Championship                                    |
| No Mercy (2004) 3 października 2004  | East Rutherford, New Jersey | Continental Airlines Arena | John „Bradshaw” Layfield (c) vs. The Undertaker Last Ride match o WWE Championship                          |
| No Mercy (2005) 9 października 2005  | Houston, Teksas             | Toyota Center              | Batista (c) vs. Eddie Guerrero Singles match o World Heavyweight Championship                               |
| No Mercy (2006) 8 października 2006  | Raleigh, Karolina Północna  | RBC Center                 | King Booker (c) vs. Bobby Lashley vs. Batista vs. Finlay Fatal 4-Way match o World Heavyweight Championship |
| No Mercy (2007) 7 października 2007  | Rosemont, Illinois          | Allstate Arena             | Triple H (c) vs. Randy Orton Last Man Standing match o WWE Championship                                     |
| No Mercy (2008) 5 października 2008  | Portland, Oregon            | Rose Garden                | Chris Jericho (c) vs. Shawn Michaels Ladder match o World Heavyweight Championship                          |
| No Mercy (2016) 9 października 2016  | Sacramento, Kalifornia      | Golden 1 Center            | Randy Orton vs. Bray Wyatt Singles match                                                                    |
| No Mercy (2017) 24 września 2017     | Los Angeles, Kalifornia     | Staples Center             | Brock Lesnar (c) vs. Braun Strowman Singles match o WWE Universal Championship                              |
| NXT No Mercy (2023) 30 września 2023 | Bakersfield, Kalifornia     | Mechanics Bank Arena       | Becky Lynch (c) vs. Tiffany Stratton Extreme Rules match o NXT Women’s Championship                         |
| NXT No Mercy (2024) 1 września 2024  | Denver, Kolorado            | Ball Arena                 | Ethan Page (c) vs. Joe Hendry Singles match o NXT Championship                                              |

## Wyniki gal

### UK
No Mercy (UK) – gala wrestlingu wyprodukowana przez World Wrestling Federation (WWF). Odbyła się 16 maja 1999 w M.E.N. Arnea w Manchesterze w Anglii. Emisja była przeprowadzana na żywo wyłącznie w Wielkiej Brytanii w systemie pay-per-view. Była to pierwsza gala w chronologii cyklu No Mercy.
Podczas gali odbyło się osiem walk. Walką wieczoru był Anything Goes match o WWF Championship, gdzie Stone Cold Steve Austin zdołał obronić mistrzostwo pokonując The Undertakera i Triple H’a. Oprócz tego Shane McMahon pokonał X-Paca i obronił WWF European Championship.
| Nr                                 | Wyniki | Stypulacje                                | Czas  |
| ---------------------------------- | --- | ----------------------------------------- | ----- |
| 1                                  | Tiger Ali Singh pokonał Gillberga                                                                         | Singles match                             | 01:05 |
| 2                                  | The Ministry of Darkness (Viscera, Faarooq i Bradshaw) pokonali The Brood (Gangrela, Edge’a i Christiana) | Six-man tag team match                    | 13:49 |
| 3                                  | Steve Blackman pokonał Droza poprzez submission                                                           | Singles match                             | 07:43 |
| 4                                  | Kane pokonał Mideona przez dyskwalifikację                                                                | Singles match                             | 04:34 |
| 5                                  | Nicole Bass pokonała Tori                                                                                 | Singles match                             | 00:27 |
| 6                                  | Shane McMahon (c) pokonał X-Paca                                                                          | Singles match o WWF European Championship | 08:26 |
| 7                                  | Billy Gunn pokonał Mankinda                                                                               | Singles match                             | 12:17 |
| 8                                  | Stone Cold Steve Austin (c) pokonał The Undertakera (z Paulem Bearerem) i Triple H’a (z Chyną)            | Anything Goes match o WWF Championship    | 18:27 |
| (c) – mistrz/mistrzyni przed walką | |                                           |       |

### 1999
No Mercy (1999) – gala wrestlingu wyprodukowana przez World Wrestling Federation (WWF). Odbyła się 17 października 1999 w Gund Arena w Cleveland w stanie Ohio. Emisja była przeprowadzana na żywo w systemie pay-per-view. Była to druga gala w chronologii cyklu No Mercy, a także druga zorganizowana pod tą samą nazwą w 1999 (edycja z maja była galą wyprodukowaną w Manchesterze w Anglii).
Podczas gali odbyło się dziewięć walk. The Fabulous Moolah wygrała WWF Women’s Championship pokonując Ivory i stając się najstarszą mistrzynią w historii federacji. Chyna zdołała pokonać Jeffa Jarretta i zdobyć WWF Intercontinental Championship, wskutek czego stała się pierwszą żeńską zawodniczką z tym tytułem w dorobku. W walce wieczoru Triple H pokonał Stone Colda Steve’a Austina i obronił WWF Championship.
Krytycy pozytywnie ocenili galę. Redaktorzy z serwisów SLAM! Wrestling oraz 411mania.com ocenili ją osiem na dziesięć punktów. Pojedynek tag teamów w ladder matchu był najlepiej ocenianą walką gali.
| Nr                                 | Wyniki | Stypulacje                                                                  | Czas  |
| ---------------------------------- | --- | --------------------------------------------------------------------------- | ----- |
| 1                                  | The Godfather pokonał Mideona (z Viscerą)                                                                                   | Singles match                                                               | 7:30  |
| 2                                  | The Fabulous Moolah (z Mae Young) pokonała Ivory (c)                                                                        | Singles match o WWF Women’s Championship                                    | 2:50  |
| 3                                  | The Hollys (Hardcore Holly i Crash Holly) pokonali The New Age Outlaws (Billy’ego Gunna i Road Dogga) przez dyskwalifikację | Tag team match                                                              | 10:32 |
| 4                                  | Chyna pokonała Jeffa Jarretta (c) (z Miss Kitty)                                                                            | Good Housekeeping match o WWF Intercontinental Championship                 | 8:25  |
| 5                                  | The Rock pokonał The British Bulldoga                                                                                       | Singles match                                                               | 7:21  |
| 6                                  | The New Brood (Matt Hardy i Jeff Hardy) (z Gangrelem) pokonali Edge’a i Christiana                                          | Tag team ladder match o usługi menadżerskie Terri Runnels i 100 000 dolarów | 16:40 |
| 7                                  | Val Venis pokonał Mankinda                                                                                                  | Singles match                                                               | 9:18  |
| 8                                  | X-Pac pokonał Bradshawa, Kane’a i Faarooqa                                                                                  | Four corners elimination match                                              | 10:15 |
| 9                                  | Triple H (c) pokonał Stone Colda Steve’a Austina                                                                            | Anything Goes match o WWF Championship                                      | 21:55 |
| (c) – mistrz/mistrzyni przed walką | |                                                                             |       |

### 2000
No Mercy (2000) – gala wrestlingu wyprodukowana przez World Wrestling Federation (WWF). Odbyła się 22 października 2000 w Pepsi Arena w Albany w stanie Nowy Jork. Emisja była przeprowadzana na żywo w systemie pay-per-view. Była to trzecia gala w chronologii cyklu No Mercy.
Podczas gali odbyło się dziewięć walk. W walce wieczoru Kurt Angle pokonał The Rocka w No Disqualification matchu i po raz pierwszy w karierze zdobył WWF Championship. Oprócz tego Triple H pokonał Chrisa Benoit w singlowej walcej, zaś No Holds Barred match pomiędzy Rikishim i Stone Cold Steve’em Austinem zakończył się bez rezultatu.
| Nr                                 | Wyniki | Stypulacje                                   | Czas  |
| ---------------------------------- | --- | -------------------------------------------- | ----- |
| 1                                  | The Dudley Boyz (Bubba Ray i D-Von) wyeliminowali jako ostatnich Right to Censor (The Goodfathera i Bulla Buchanana) | The Dudley Boyz Invitational Tables match    | 12:18 |
| 2                                  | The APA (Bradshaw i Faarooq) i Lita vs. T & A (Test i Albert) i Trish Stratus zakończyło się bez rezultatu           | Mixed tag team match                         | 00:00 |
| 3                                  | Chris Jericho pokonał X-Paca                                                                                         | Steel Cage match                             | 10:40 |
| 4                                  | Right to Censor (Val Venis i Steven Richards) pokonali Chynę i Mr. Assa                                              | Tag team match                               | 07:10 |
| 5                                  | Stone Cold Steve Austin vs. Rikishi zakończyło się bez rezultatu                                                     | No Holds Barred match                        | 09:21 |
| 6                                  | William Regal (c) pokonał Naked Mideona                                                                              | Singles match o WWF European Championship    | 06:10 |
| 7                                  | Los Conquistadores (Conquistador Uno i Conquistador Dos) pokonali The Hardy Boyz (Matta i Jeffa Hardy’ego) (c)       | Tag team match o WWF Tag Team Championship   | 10:52 |
| 8                                  | Triple H pokonał Chrisa Benoit                                                                                       | Singles match                                | 18:43 |
| 9                                  | Kurt Angle (ze Stephanie McMahon-Helmsley) pokonał The Rocka (c)                                                     | No Disqualification match o WWF Championship | 21:42 |
| (c) – mistrz/mistrzyni przed walką | |                                              |       |

Gauntlet match
| Eliminacja | Drużyna                                          | Wyeliminowani przez                                     | Czas            |
| ---------- | ------------------------------------------------ | ------------------------------------------------------- | --------------- |
| 1          | Lo Down (Chaz i D’Lo Brown)                      | Too Cool (Scotty’ego 2 Hotty’ego i Grand Master Sexaya) | 03:54           |
| 2          | Too Cool                                         | Tazza i Ravena                                          | 07:10           |
| 3          | Tazz i Raven                                     | The Dudley Boyz                                         | 09:18           |
| 4          | Right to Censor (The Goodfather i Bull Buchanan) | The Dudley Boyz                                         | 12:18           |
| Zwycięzcy: | The Dudley Boyz                                  | The Dudley Boyz                                         | The Dudley Boyz |

### 2001
No Mercy (2001) – gala wrestlingu wyprodukowana przez World Wrestling Federation (WWF). Odbyła się 21 października 2001 w Savvis Center w Saint Louis w stanie Missouri. Emisja była przeprowadzana na żywo w systemie pay-per-view. Była to czwarta gala w chronologii cyklu No Mercy.
Podczas gali odbyło się dziesięć walk, w tym dwie będące częścią niedzielnej tygodniówki Sunday Night Heat. Triple threat match o WWF Championship będący walką wieczoru wygrał Stone Cold Steve Austin, który pokonał Kurta Angle’a i Roba Van Dama. Chris Jericho zdobył WCW Championship pokonując The Rocka, zaś Edge pokonał Christiana w ladder matchu i zyskał WWF Intercontinental Championship.
| Nr                                                                                            | Wyniki | Stypulacje                                       | Czas  |
| --------------------------------------------------------------------------------------------- | --- | ------------------------------------------------ | ----- |
| 1H                                                                                            | The APA (Faarooq i Bradshaw) (WWF) pokonali Chrisa Kanyona i Hugh Morrusa (Alliance)                                                | Tag team match                                   | 05:20 |
| 2H                                                                                            | Billy Kidman (c) (Alliance) pokonał Scotty’ego 2 Hotty’ego (WWF)                                                                    | Singles match o WCW Cruiserweight Championship   | 07:53 |
| 3                                                                                             | The Hardy Boyz (Matt i Jeff Hardy) (c) (z Litą) (WWF) pokonali Lance’a Storma i The Hurricane’a (z Mighty Molly i Ivory) (Alliance) | Tag team match o WCW Tag Team Championship       | 07:42 |
| 4                                                                                             | Test (Alliance) pokonał Kane’a (WWF)                                                                                                | Singles match                                    | 10:09 |
| 5                                                                                             | Torrie Wilson (WWF) pokonała Stacy Keibler (Alliance)                                                                               | Lingerie match                                   | 03:08 |
| 6                                                                                             | Edge (WWF) pokonał Christiana (c) (Alliance)                                                                                        | Ladder match o WWF Intercontinental Championship | 22:16 |
| 7                                                                                             | The Dudley Boyz (Bubba Ray i D-Von) (c) (Alliance) pokonali Big Showa i Tajiriego (WWF)                                             | Tag team match o WWF Tag Team Championship       | 09:19 |
| 8                                                                                             | The Undertaker (WWF) pokonał Bookera T (Alliance)                                                                                   | Singles match                                    | 13:12 |
| 9                                                                                             | Chris Jericho (WWF) pokonał The Rocka (c) (WWF)                                                                                     | Singles match o WCW Championship                 | 23:44 |
| 10                                                                                            | Stone Cold Steve Austin (c) (Alliance) pokonał Kurta Angle’a (WWF) i Roba Van Dama (Alliance)                                       | Triple threat match o WWF Championship           | 15:15 |
| (c) – mistrz/mistrzyni przed walkąH – walka była transmitowana przed PPV na Sunday Night Heat | |                                                  |       |

### 2002
No Mercy (2002) – gala wrestlingu wyprodukowana przez World Wrestling Entertainment (WWE). Odbyła się 20 października 2002 w Alltel Arena w North Little Rock w stanie Arkansas. Emisja była przeprowadzana na żywo w systemie pay-per-view. Była to piąta gala w chronologii cyklu No Mercy.
Podczas gali odbyło się dziewięć walk, w tym jedna będąca częścią niedzielnej tygodniówki Sunday Night Heat, a także dwie walki wieczoru. W pierwszej z nich WWE Champion Brock Lesnar pokonał The Undertakera w Hell in a Cell matchu i obronił mistrzostwo. Z kolei walką wieczoru brandu Raw był pojedynek unifikujący dwa tytuły, gdzie World Heavyweight Champion Triple H pokonał WWE Intercontinental Championa Kane’a. Oprócz tego Kurt Angle i Chris Benoit pokonali Edge’a i Reya Mysterio stając się inauguracyjnymi posiadaczami WWE Tag Team Championship.
| Nr                                                                                            | Wyniki                                                                            | Stypulacje                                                                             | Czas  |
| --------------------------------------------------------------------------------------------- | --------------------------------------------------------------------------------- | -------------------------------------------------------------------------------------- | ----- |
| 1H                                                                                            | The Hurricane pokonał Stevena Richardsa                                           | Singles match                                                                          | 03:05 |
| 2                                                                                             | Chris Jericho i Christian (c) pokonali Bookera T i Goldusta                       | Tag team match o World Tag Team Championship                                           | 08:47 |
| 3                                                                                             | Torrie Wilson pokonała Dawn Marie                                                 | Singles match                                                                          | 04:41 |
| 4                                                                                             | Rob Van Dam pokonał Rica Flaira                                                   | Singles match                                                                          | 08:01 |
| 5                                                                                             | Jamie Noble (c) (z Nidią) pokonał Tajiriego                                       | Singles match o WWE Cruiserweight Championship                                         | 08:15 |
| 6                                                                                             | Triple H (World Heavyweight) (z Rikiem Flairem) pokonał Kane’a (Intercontinental) | Unification match o World Heavyweight Championship i WWE Intercontinental Championship | 16:13 |
| 7                                                                                             | Kurt Angle i Chris Benoit pokonali Edge’a i Reya Mysterio poprzez submission      | Tag team match o WWE Tag Team Championship                                             | 22:03 |
| 8                                                                                             | Trish Stratus (c) pokonała Victorię                                               | Singles match o WWE Women’s Championship                                               | 05:31 |
| 9                                                                                             | Brock Lesnar (c) (z Paulem Heymanem) pokonał The Undertakera                      | Hell in a Cell match o WWE Championship                                                | 27:18 |
| (c) – mistrz/mistrzyni przed walkąH – walka była transmitowana przed PPV na Sunday Night Heat |                                                                                   |                                                                                        |       |

Drabinka turnieju o WWE Tag Team Championship
Turniej odbywał się od 3 października do 20 października 2002.
|  | Ćwierćfinały                 | Ćwierćfinały              |       |     | Półfinały | Półfinały |  |  | Finał | Finał |
|  |                              |                           |       |     |           |           |  |  |       |       |
|  |                              |                           |       |     |           |           |  |  |       |       |
|  |                              |                           |       |     |           |           |  |  |       |       |
|  | Los Guerreros                | Sub                       |       |     |           |           |  |  |       |       |
|  | Los Guerreros                | Sub                       |       |     |           |           |  |  |       |       |
|  | Mark Henry i Rikishi         |                           |       |     |           |           |  |  |       |       |
|  | Los Guerreros                |                           |       |     |           |           |  |  |       |       |
|  |                              |                           |       |     |           |           |  |  |       |       |
|  |                              | Chris Benoit i Kurt Angle | Pin   |     |           |           |  |  |       |       |
|  | Chris Benoit i Kurt Angle    | Chris Benoit i Kurt Angle | Pin   | Sub |           |           |  |  |       |       |
|  | Chris Benoit i Kurt Angle    |                           |       | Sub |           |           |  |  |       |       |
|  | Billy Kidman i John Cena     |                           |       |     |           |           |  |  |       |       |
|  | Chris Benoit i Kurt Angle    | Sub                       |       |     |           |           |  |  |       |       |
|  | Chris Benoit i Kurt Angle    | Sub                       |       |     |           |           |  |  |       |       |
|  |                              | Edge i Rey Mysterio       | 22:03 |     |           |           |  |  |       |       |
|  | Reverend D-Von i Ron Simmons | Edge i Rey Mysterio       | 22:03 | Pin |           |           |  |  |       |       |
|  | Reverend D-Von i Ron Simmons |                           |       | Pin |           |           |  |  |       |       |
|  | Billy i Chuck                |                           |       |     |           |           |  |  |       |       |
|  | Reverend D-Von i Ron Simmons |                           |       |     |           |           |  |  |       |       |
|  |                              |                           |       |     |           |           |  |  |       |       |
|  |                              | Edge i Rey Mysterio       | Pin   |     |           |           |  |  |       |       |
|  | Edge i Rey Mysterio          | Edge i Rey Mysterio       | Pin   | Pin |           |           |  |  |       |       |
|  | Edge i Rey Mysterio          |                           |       | Pin |           |           |  |  |       |       |
|  | Brock Lesnar i Tajiri        |                           |       |     |           |           |  |  |       |       |
|  |                              |                           |       |     |           |           |  |  |       |       |

### 2003
No Mercy (2003) – gala wrestlingu wyprodukowana przez World Wrestling Entertainment (WWE) dla zawodników z brandu SmackDown!. Odbyła się 19 października 2003 w 1st Mariner Arena w Baltimore w stanie Maryland. Emisja była przeprowadzana na żywo w systemie pay-per-view. Była to szósta gala w chronologii cyklu No Mercy.
Podczas gali odbyło się dziewięć walk, w tym jedna będąca częścią niedzielnej tygodniówki Sunday Night Heat. W walce wieczoru Brock Lesnar pokonał The Undertakera i obronił WWE Championship w Biker Chain matchu, zaś Big Show pokonał Eddiego Guerrero i zdobył WWE United States Championship. Mr. McMahon zdołał pokonać córkę Stephanie w „I Quit” matchu, wskutek czego utraciła posadę generalnej menadżer brandu SmackDown!.
| Nr                                                                                            | Wyniki                                                                                   | Stypulacje | Czas  |
| --------------------------------------------------------------------------------------------- | ---------------------------------------------------------------------------------------- | --- | ----- |
| 1H                                                                                            | Billy Kidman pokonał Shannona Moore’a                                                    | Singles match | 05:12 |
| 2                                                                                             | Tajiri (c) pokonał Reya Mysterio                                                         | Singles match o WWE Cruiserweight Championship                                                                          | 11:40 |
| 3                                                                                             | Chris Benoit pokonał A-Traina poprzez submission                                         | Singles match | 12:24 |
| 4                                                                                             | Zach Gowen pokonał Matta Hardy’ego                                                       | Singles match | 05:33 |
| 5                                                                                             | The Basham Brothers (Doug Basham i Danny Basham) pokonali The APA (Faarooqa i Bradshawa) | Tag team match | 08:55 |
| 6                                                                                             | Vince McMahon (z Sable) pokonał Stephanie McMahon (z Lindą McMahon)                      | „I Quit” match, w którym Stephanie może wygrać również poprzez przypięcie lub submission; przegrany straci swoją posadę | 09:24 |
| 7                                                                                             | Kurt Angle pokonał Johna Cenę poprzez submission                                         | Singles match | 18:28 |
| 8                                                                                             | Big Show pokonał Eddiego Guerrero (c)                                                    | Singles match o WWE United States Championship                                                                          | 11:27 |
| 9                                                                                             | Brock Lesnar (c) pokonał The Undertakera                                                 | Biker Chain match o WWE Championship                                                                                    | 24:14 |
| (c) – mistrz/mistrzyni przed walkąH – walka była transmitowana przed PPV na Sunday Night Heat |                                                                                          | |       |

### 2004
No Mercy (2004) – gala wrestlingu wyprodukowana przez World Wrestling Entertainment (WWE) dla zawodników z brandu SmackDown!. Odbyła się 3 października 2004 w Continental Airlines Arena w East Rutherford w stanie New Jersey. Emisja była przeprowadzana na żywo w systemie pay-per-view. Była to siódma gala w chronologii cyklu No Mercy.
Podczas gali odbyło się dziewięć walk, w tym jedna będąca częścią niedzielnej tygodniówki Sunday Night Heat. W walce wieczoru John „Bradshaw” Layfield pokonał The Undertakera w Last Ride matchu i obronił WWE Championship. Ponadto John Cena odniósł piąte zwycięstwo w "Best of Five Series" z Bookerem T i zdobył WWE United States Championship, zaś Big Show pokonał Kurta Angle w singlowej walce.
| Nr                                                                                            | Wyniki | Stypulacje | Czas  |
| --------------------------------------------------------------------------------------------- | --- | --- | ----- |
| 1H                                                                                            | Mark Jindrak pokonał Scotty’ego 2 Hotty’ego                                                                 | Singles match | –     |
| 2                                                                                             | Eddie Guerrero pokonał Luthera Reignsa (z Markiem Jindrakem)                                                | Singles match | 13:13 |
| 3                                                                                             | Spike Dudley (c) (z Bubba Ray Dudleyem i D-Vonem Dudleyem) pokonał Nunzio (z Johnnym Stambolim)             | Singles match o WWE Cruiserweight Championship                                                                                  | 08:44 |
| 4                                                                                             | Billy Kidman pokonał Paula Londona                                                                          | Singles match | 10:33 |
| 5                                                                                             | René Duprée i Kenzō Suzuki (c) (z Hiroko Suzuki) pokonali Reya Mysterio i Roba Van Dama                     | Tag team match o WWE Tag Team Championship                                                                                      | 09:09 |
| 6                                                                                             | Big Show pokonał Kurta Angle’a                                                                              | Singles match Luther Reigns i Mark Jindrak byli wyrzuceni z okolic ringu. Ktokolwiek zainterweniuje w walce zostanie zwolniony. | 15:07 |
| 7                                                                                             | John Cena pokonał Bookera T (c)                                                                             | Singles match o WWE United States Championship Finał „Best of Five Series”                                                      | 10:32 |
| 8                                                                                             | Charlie Haas, Rico i Miss Jackie pokonali The Dudley Boyz (Bubba Ray Dudleya i D-Vona Dudleya) i Dawn Marie | Mixed tag team match | 08:44 |
| 9                                                                                             | John „Bradshaw” Layfield (c) pokonał The Undertakera                                                        | Last Ride match o WWE Championship                                                                                              | 20:01 |
| (c) – mistrz/mistrzyni przed walkąH – walka była transmitowana przed PPV na Sunday Night Heat | | |       |

### 2005
No Mercy (2005) – gala wrestlingu wyprodukowana przez World Wrestling Entertainment (WWE) dla zawodników z brandu SmackDown!. Odbyła się 9 października 2005 w Toyota Center w Houston w Teksasie. Emisja była przeprowadzana na żywo w systemie pay-per-view. Była to ósma gala w chronologii cyklu No Mercy.
Podczas gali odbyło się dziewięć walk, w tym jedna będąca częścią niedzielnej tygodniówki Sunday Night Heat. W walce wieczoru Batista zdołał pokonał Eddiego Guerrero i obronić World Heavyweight Championship. Prócz tego Chris Benoit obronił WWE United States Championship wygrywając Fatal 4-Way match z Bookerem T, Christianem i Orlando Jordanem, zaś The Undertaker poniósł porażkę z Randym Ortonem i jego ojcem Bobem Ortonem w Casket matchu.
| Nr                                                                                            | Wyniki | Stypulacje                                         | Czas  |
| --------------------------------------------------------------------------------------------- | --- | -------------------------------------------------- | ----- |
| 1H                                                                                            | William Regal i Paul Burchill pokonali Paula Londona i Briana Kendricka                                               | Tag team match                                     | –     |
| 2                                                                                             | The Legion of Doom (Animal i Heidenreich) i Christy Hemme pokonali MNM (Joeya Mercury’ego, Johnny’ego Nitro i Melinę) | Tag team match                                     | 06:28 |
| 3                                                                                             | Bobby Lashley pokonał Simona Deana                                                                                    | Singles match                                      | 01:55 |
| 4                                                                                             | Chris Benoit (c) pokonał Bookera T (z Sharmell), Christiana i Orlando Jordana poprzez submission                      | Fatal 4-Way match o WWE United States Championship | 10:22 |
| 5                                                                                             | Mr. Kennedy pokonał Hardcore Holly’ego                                                                                | Singles match                                      | 08:49 |
| 6                                                                                             | John „Bradshaw” Layfield (z Jillian Hall) pokonał Reya Mysterio                                                       | Singles match                                      | 13:24 |
| 7                                                                                             | Randy Orton i Bob Orton pokonali The Undertakera                                                                      | Casket match                                       | 19:16 |
| 8                                                                                             | Juventud (z Psicosisem i Super Crazym) pokonał Nunzio (c) (z Vito)                                                    | Singles match o WWE Cruiserweight Championship     | 06:38 |
| 9                                                                                             | Batista (c) pokonał Eddiego Guerrero                                                                                  | Singles match o World Heavyweight Championship     | 18:40 |
| (c) – mistrz/mistrzyni przed walkąH – walka była transmitowana przed PPV na Sunday Night Heat | |                                                    |       |

### 2006
No Mercy (2006) – gala wrestlingu wyprodukowana przez World Wrestling Entertainment (WWE) dla zawodników z brandu SmackDown!. Odbyła się 8 października 2006 w RBC Center w Raleigh w Karolinie Północnej. Emisja była przeprowadzana na żywo w systemie pay-per-view. Była to dziewiąta gala w chronologii cyklu No Mercy.
Podczas gali odbyło się osiem walk, w tym jedna nietransmitowana w telewizji. Walką wieczoru był Fatal 4-Way match o World Heavyweight Championship, gdzie King Booker obronił tytuł pokonując Bobby’ego Lashleya, Batistę i Finlaya. Ponadto Mr. Kennedy pokonał The Undertakera przez dyskwalifikację, zaś Rey Mysterio pokonał Chavo Guerrero w Falls Count Anywhere matchu.
| Nr                                                                                    | Wyniki | Stypulacje                                         | Czas  |
| ------------------------------------------------------------------------------------- | --- | -------------------------------------------------- | ----- |
| 1D                                                                                    | Jimmy Wang Yang pokonał Sylvana                                                                               | Singles match                                      | –     |
| 2                                                                                     | Matt Hardy pokonał Gregory’ego Helmsa                                                                         | Singles match                                      | 13:07 |
| 3                                                                                     | Paul London i Brian Kendrick (c) (z Ashley Massaro) pokonali K.C. Jamesa i Idola Stevensa (z Michelle McCool) | Tag team match o WWE Tag Team Championship         | 09:35 |
| 4                                                                                     | Montel Vontavious Porter pokonał Marty’ego Garnera                                                            | Singles match                                      | 02:28 |
| 5                                                                                     | Mr. Kennedy pokonał The Undertakera przez dyskwalifikację                                                     | Singles match                                      | 20:34 |
| 6                                                                                     | Rey Mysterio pokonał Chavo Guerrero (z Vickie Guerrero)                                                       | Falls Count Anywhere match                         | 12:10 |
| 7                                                                                     | Chris Benoit pokonał Williama Regala poprzez submission                                                       | Singles match                                      | 11:16 |
| 8                                                                                     | King Booker (c) (z Queen Sharmell) pokonał Bobby’ego Lashleya, Batistę i Finlaya                              | Fatal 4-Way match o World Heavyweight Championship | 16:52 |
| (c) – mistrz/mistrzyni przed walkąD – walka była dark matchem (nietransmitowana w TV) | |                                                    |       |

### 2007
No Mercy (2007) – gala wrestlingu wyprodukowana przez World Wrestling Entertainment (WWE). Odbyła się 7 października 2007 w Allstate Arena w Rosemont w stanie Illinois. Emisja była przeprowadzana na żywo w systemie pay-per-view. Była to dziesiąta gala w chronologii cyklu No Mercy.
Podczas gali odbyło się dziewięć walk, w tym jedna nietransmitowana w telewizji. W walce otwierającą galę Triple H pokonał nowego mistrza Randy’ego Ortona i odebrał od niego WWE Championship. Godzinę później Triple H obronił mistrzostwo w zapowiadanej wcześniej walce z Umagą, jednakże w walce wieczoru utracił mistrzostwo na rzecz Ortona, z którym przegrał w rewanżowym Last Man Standing matchu. Oprócz tego Batista obronił World Heavyweight Championship pokonując The Great Khaliego w Punjabi Prison matchu.
| Nr                                                                                    | Wyniki                                                                                              | Stypulacje                                            | Czas  |
| ------------------------------------------------------------------------------------- | --------------------------------------------------------------------------------------------------- | ----------------------------------------------------- | ----- |
| 1D                                                                                    | Hardcore Holly pokonał Cody’ego Rhodesa                                                             | Singles match                                         | 05:00 |
| 2                                                                                     | Triple H pokonał Randy’ego Ortona (c)                                                               | Singles match o WWE Championship                      | 11:06 |
| 3                                                                                     | Mr. Kennedy, Lance Cade i Trevor Murdoch pokonali Jeffa Hardy’ego, Paula Londona i Briana Kendricka | Six-man tag team match                                | 08:05 |
| 4                                                                                     | CM Punk (c) pokonał Big Daddy V (z Mattem Strikerem) przez dyskwalifikację                          | Singles match o ECW Championship                      | 01:37 |
| 5                                                                                     | Triple H (c) pokonał Umagę                                                                          | Singles match o WWE Championship                      | 06:33 |
| 6                                                                                     | Finlay vs. Rey Mysterio zakończyło się bez rezultatu                                                | Singles match                                         | 09:00 |
| 7                                                                                     | Beth Phoenix pokonała Candice Michelle (c)                                                          | Singles match o WWE Women’s Championship              | 04:32 |
| 8                                                                                     | Batista (c) pokonał The Great Khaliego (z Ranjin Singhem)                                           | Punjabi Prison match o World Heavyweight Championship | 14:47 |
| 9                                                                                     | Randy Orton pokonał Triple H’a (c)                                                                  | Last Man Standing match o WWE Championship            | 20:25 |
| (c) – mistrz/mistrzyni przed walkąD – walka była dark matchem (nietransmitowana w TV) | |                                                       |       |

### 2008
No Mercy (2008) – gala wrestlingu wyprodukowana przez World Wrestling Entertainment (WWE). Odbyła się 5 października 2008 w Rose Garden w Portlandzie w stanie Oregon. Emisja była przeprowadzana na żywo w systemie pay-per-view. Była to jedenasta gala w chronologii cyklu No Mercy i ostatnia do czasu przywrócenia cyklu w 2016.
Podczas gali odbyło się osiem walk, w tym jedna nietransmitowana w telewizji. W walce wieczoru Chris Jericho obronił World Heavyweight Championship pokonując Shawna Michaelsa w Ladder matchu. Ponadto Triple H pokonał Jeffa Hardy’ego w singlowej walce i obronił WWE Championship, zaś Matt Hardy pokonał Marka Henry’ego w walce otwierającej galę i obronił ECW Championship.
| Nr                                                                                    | Wyniki                                                           | Stypulacje                                                                | Czas    |
| ------------------------------------------------------------------------------------- | ---------------------------------------------------------------- | ------------------------------------------------------------------------- | ------- |
| 1D                                                                                    | The Colóns (Carlito i Primo) pokonali Johna Morrisona i The Miza | Tag team match                                                            | Unknown |
| 2                                                                                     | Matt Hardy (c) pokonał Marka Henry’ego (z Tonym Atlasem)         | Singles match o ECW Championship                                          | 08:08   |
| 3                                                                                     | Beth Phoenix (c) (z Santino Marellą) pokonała Candice Michelle   | Singles match o WWE Women’s Championship                                  | 04:40   |
| 4                                                                                     | Rey Mysterio pokonał Kane’a przez dyskwalifikację                | Singles match Jeśli Mysterio przegra, będzie musiał ściągnąć swoją maskę. | 10:10   |
| 5                                                                                     | Batista pokonał Johna „Bradshaw” Layfielda                       | Singles match wyłaniający pretendenta do World Heavyweight Championship   | 05:18   |
| 6                                                                                     | Big Show pokonał The Undertakera                                 | Singles match                                                             | 10:04   |
| 7                                                                                     | Triple H (c) pokonał Jeffa Hardy’ego                             | Singles match o WWE Championship                                          | 17:02   |
| 8                                                                                     | Chris Jericho (c) pokonał Shawna Michaelsa                       | Ladder match o World Heavyweight Championship                             | 22:20   |
| (c) – mistrz/mistrzyni przed walkąD – walka była dark matchem (nietransmitowana w TV) |                                                                  |                                                                           |         |